# Ruth Hieronymi
Ruth Hieronymi (n. 8 noiembrie 1947, Bonn, Germania – d. 30 aprilie 2025, Bonn, Germania) a fost o politiciană german, membră a Parlamentului European în perioada 1999-2009 din partea Germaniei.